# 鬃鳃鱼属
鬃鰓魚屬，是條鰭魚綱䲁形目麗魚科下的一個屬。

## 分類
本屬屬於圖麗魚亞科，目前被認可的種如下：
- 巴西鬃鰓魚 Chaetobranchus flavescens
- 半花鬃鰓魚 Chaetobranchus semifasciatus